# Ignác Rohrbach
Ignác Rohrbach (asi 1691 Kaiserwalde, od 1945 Lasówka, Kladské hrabství – 26. října 1747 Chrudim) patří k nejvýznamnějším východočeským sochařům 18. století navazujících na Matyáše Bernarda Brauna.

## Život
O jeho učitelích příliš nevíme, ale podle podobného stylu je často spojován s jezuitou Janem Riedlem či Tomášem Weissfeldem a není vyloučen ani jeho pobyt v Itálii. Nejpravděpodobněji byl žákem Jiřího Františka Pacáka, jehož vliv můžeme nejlépe pozorovat v jeho řezbářských pracích. Jeho pobyt v Čechách máme doložený až roku 1725 v Běstvině. Zde vyřezal sochu sv. Jana Evangelisty a oltář sv. Kříže, dále je pravděpodobně autorem soch oltáře zámecké kaple a sousoší svatojánské vlády nad světem v návesní Santiniho kapličce. Dne 3. září 1726 se v Chrudimi oženil s vdovou po významném sochaři Janu Pavlu Čechpauerovi, čímž získal jeho dílnu. Dokončil některé z Čechpauerových zakázek, např. sloup Proměnění páně v Chrudimi nebo oltáře pro kostel sv. Jana Nepomuckého u Žďáru nad Sázavou. Byl pohřben na hřbitově u kostela svatého Jana Křtitele v Chrudimi.

## Charakteristika tvorby
Základní rysy jeho tvorby jsou pevné postavy se silnou draperií s bohatými kroucenými přehyby. Architekturu oltářů používá dvojí: u velkých oltářů otevřenou arkádu, u malých rámování rozhrnutou draperií, obojí koncepce vyšla z návrhů Santiniho.

## Výběr z díla

### Chrudim

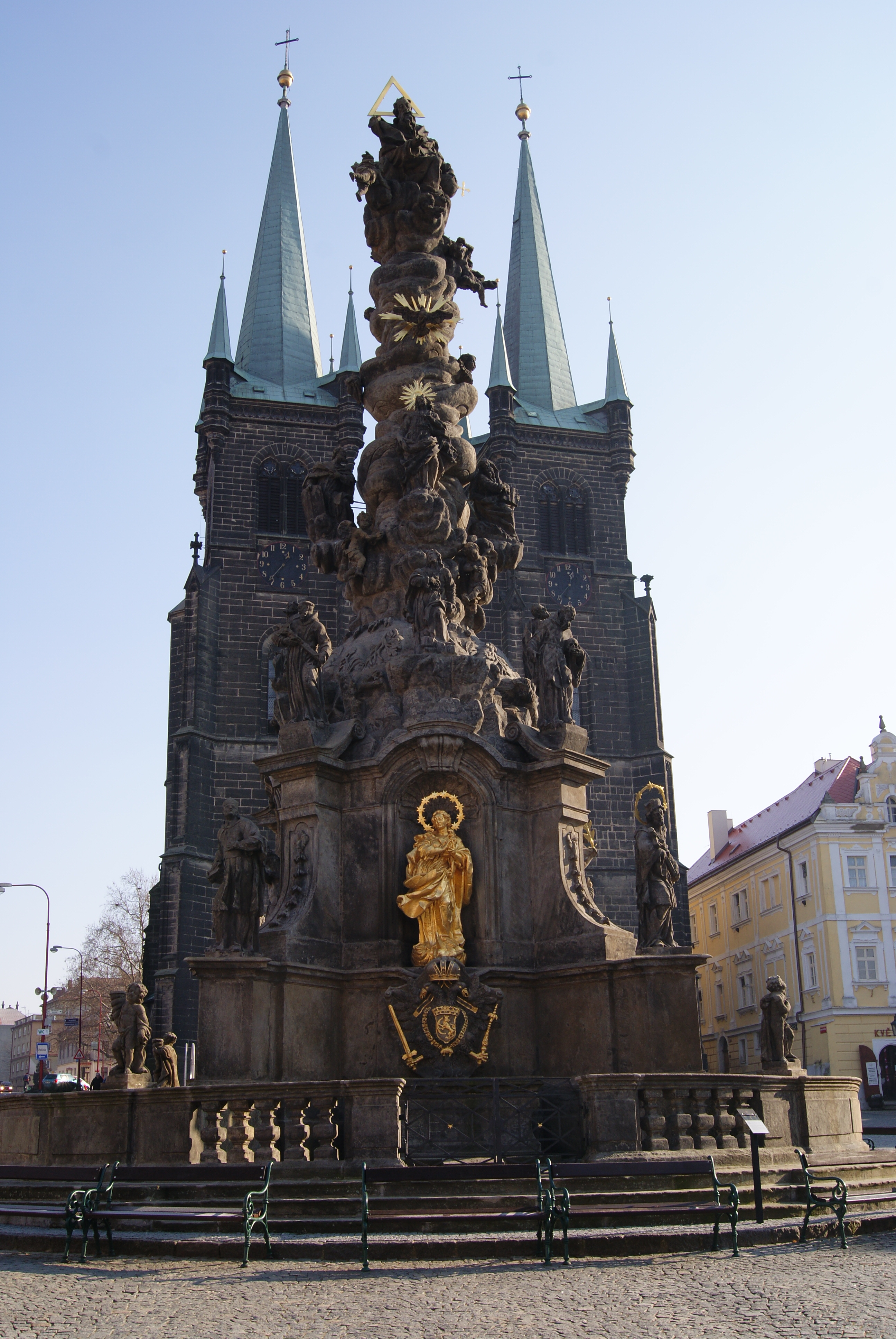
Sloup Proměnění páně v Chrudimi

#### Sloup Proměnění páně
Myšlenka sloupu vznikla již kolem roku 1714. První návrhy dodal Giovanni Battista Bulla, ale jeho architektura sloupu byla zkritizována. Roku 1717 posoudil návrhy architekt Jan Blažej Santini-Aichel. Čechpauerovi jsou přisuzovány sochy s mocnými přelomy draperie – Kristus, sv. Jan Evangelista, P. Maria, sv. Šebestián, Juda Tadeáš, Bullovi jsou připisovány světci Alois Gonzaga, František z Assisi, Antonín Paduánský, Vincenc Ferrerský. Mezi Rohrbachovy sochy patří Archanděl Michael a sv. Kateřina, dokončil sv. Šebestiána, Boha Otce a hlavu sv. Jana Evangelisty a dále několik putti. Jeho sochy od Čechpauerových se odlišují drobnějším měřítkem, plynulostí skladby a měkkou modelací, draperie je velmi bohatá a její měkké lemy přizdobuje klikatka nebo spirála. Hlavy jsou i přes propracování očí a měkkého podání úst typové. Všechny rysy odkazují na dílo Jiřího Pacáka.

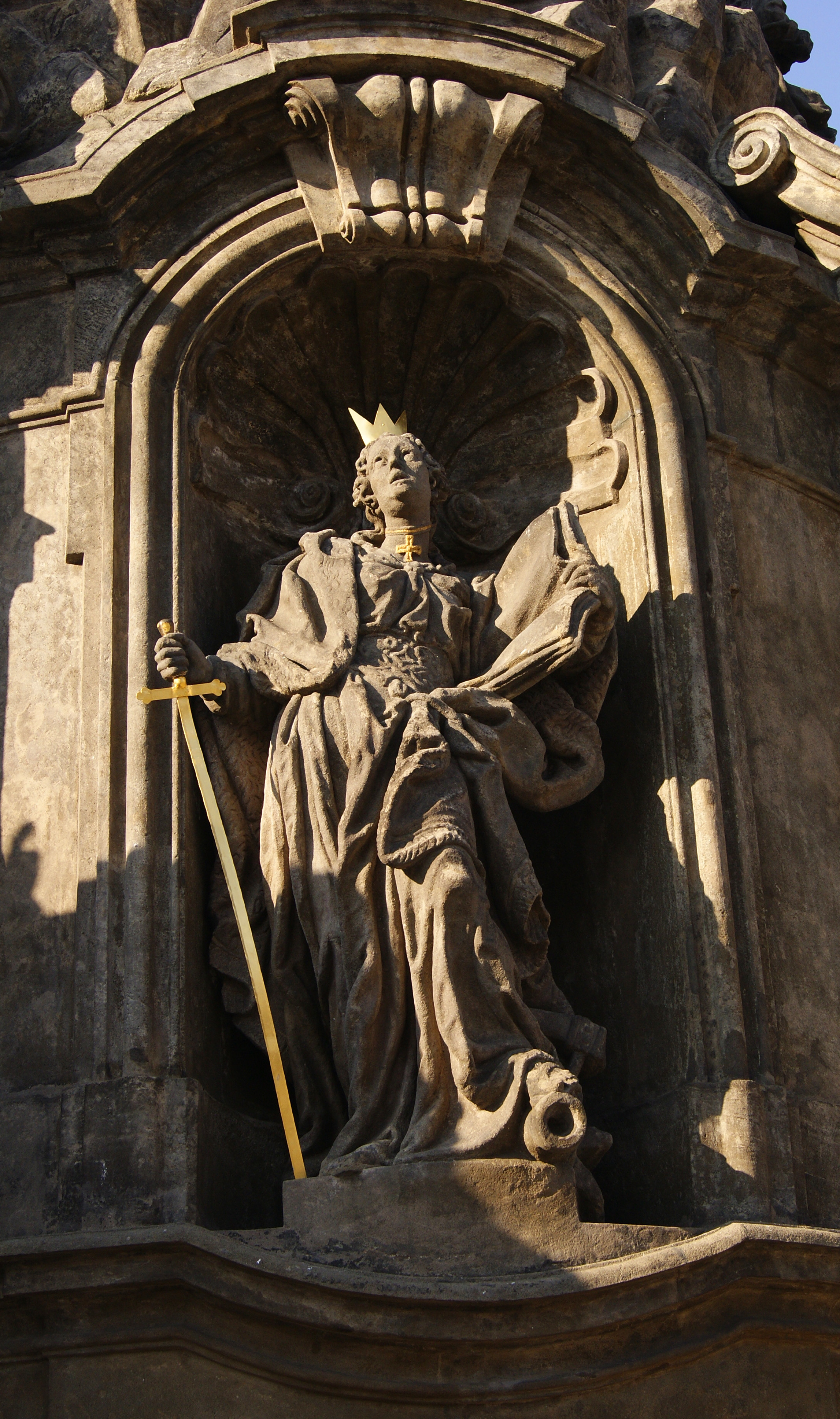
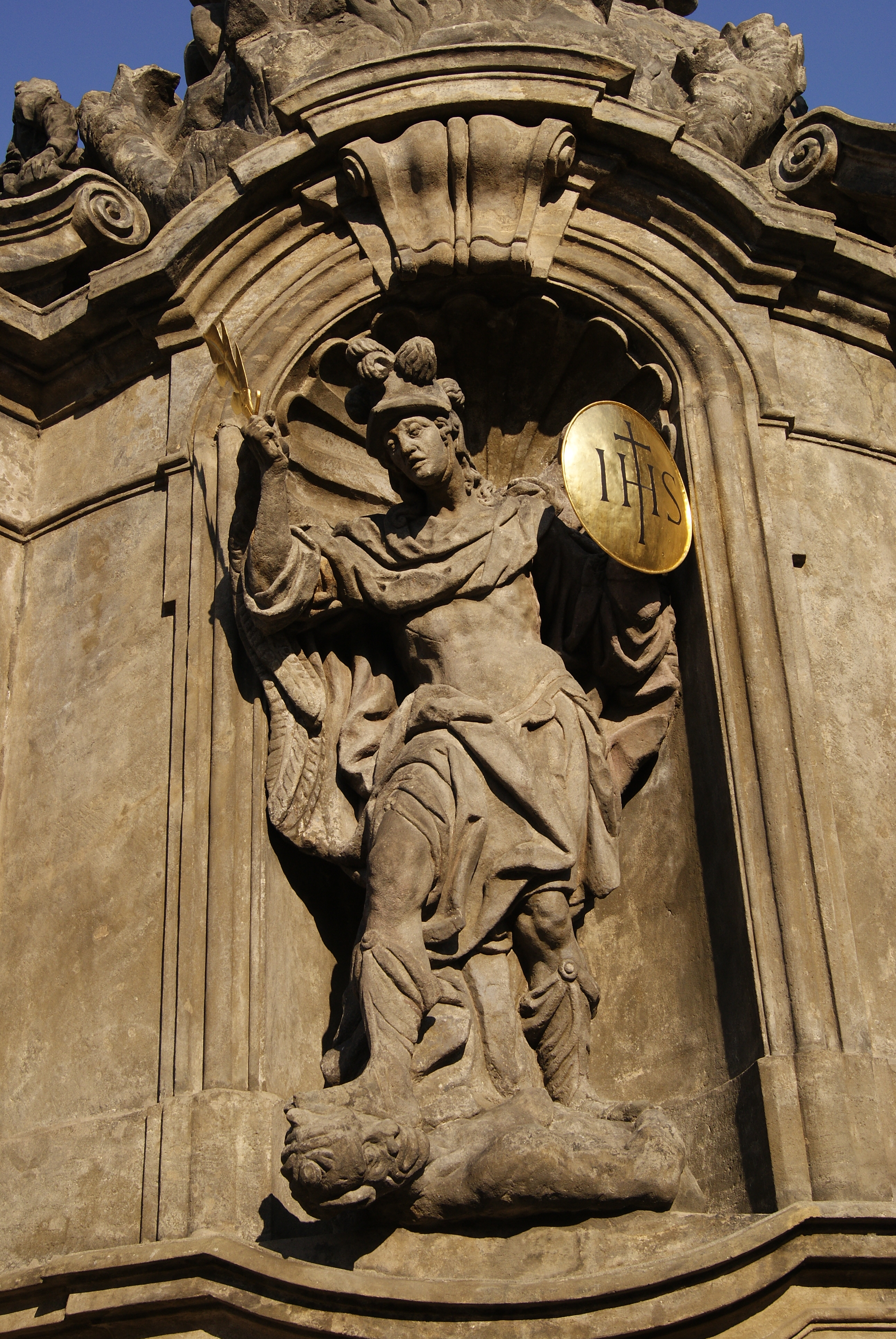
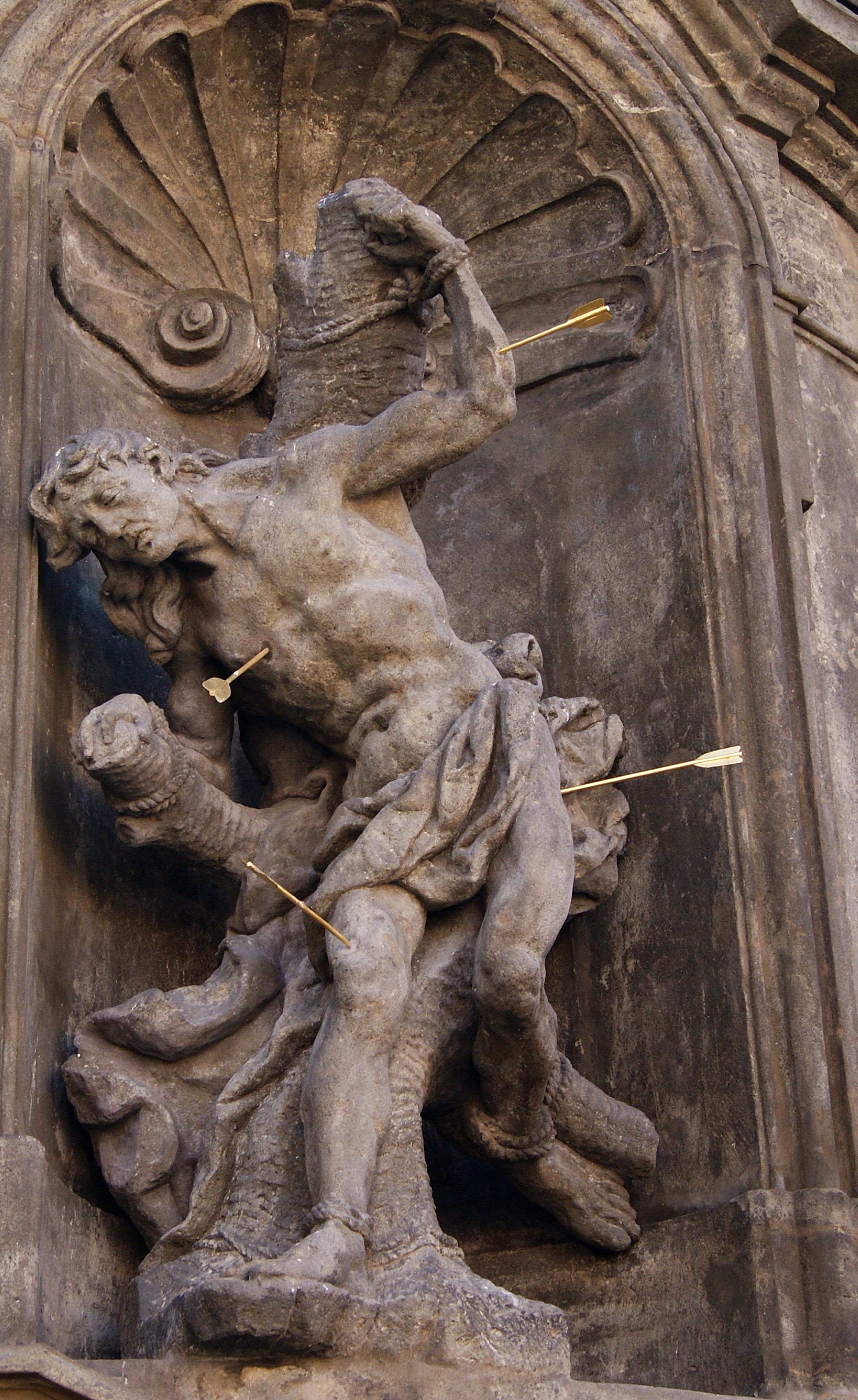

#### Další práce ve městě
Dále mu v Chrudimi patří pravděpodobně výzdoba na zahradní zdi Kuchynkovského domu na Masarykově náměstí s poprsími imperátorů a vázami. Dále sochy Panny Marie Bolestné a Bolestného Krista, umístěné původně před kapucínským kostelem, dnes ale připsané Čechpauerovi. V tomto kostele, který nyní slouží jako Muzeum barokních soch, jsou rovněž vystavena některá jeho díla pocházející z farností Východočeského kraje. Vytvořil také několik dnes částečně nezachovaných prací pro arciděkanský kostel Nanebevzetí Panny Marie – doložena je k roku 1730 kazatelna, 1731 oltář sv. Anny, 1733 oltář sv. Kříže, výzdoba sakristie, křtitelnice a socha sv. Františka Xaverského. Při regotizaci v 19. století došlo k odstranění bočních oltářů, řezbářská a sochařská výzdoba byla uložena na půdě arciděkanství. Také je mu přisuzována socha sv. Huberta na parapetu Novoměstské kašny.

### Pardubice
V polovině 30. let vyzdobil děkanský kostel sv. Bartoloměje a zámeckou kapli v Pardubicích. Pro kostel zhotovil dva velké anděly hlavního oltáře a tabernákl, dále boční oltáře sv. Anny a Panny Marie Svatohorské a v kapli Božího hrobu velkou Kalvárii. Na pravé straně vítězného oblouku ještě visí anatomicky propracované Ukřižovaní. Pro zámeckou kapli vytvořil reliéfy sv. Jana Nepomuckého, sv. Floriána a dvou andělů. Některé sochy z kostela a zámecké kaple jsou dnes umístěné v městském muzeu.

### Lázně Bohdaneč
Od roku 1984 je mu přisuzována i výzdoba kostela sv. Máří Magdaleny v Bohdanči. Konkrétně se jedná o hlavní a dva protějškové oltáře společně s kazatelnou s vrcholovými sochami andělů a reliéfem Rozeslání apoštolů na ambonu. Oba boční oltáře, tedy oltář Neposkvrněné Panny Marie (Immaculaty) a sv. Jana Nepomuckého, jsou pozdně barokního typu oltářní architektury. Průřezy nástavců v horní části s anděly a holubicí Ducha svatého zapojují do hry světlo – vzniká tak dojem otevřených nebes a zároveň představuje Boží světlo. Sochy P. Marie a sv. Jan Nepomuckého jsou umístěny na střed a vznášejí se směrem ke světlu. Tělo Marie je v šroubovitém pohybu, levou nohou stojí na půlměsíci, který drtí hlavu drakovi, pravou ruku má na hrudi, v levé drží lilii, hlavu má zakloněnou a oči přivřené. Svou oddaností připomíná Berniniho sv. Terezii z Ávily. Immaculatu doplňují sochy sv. Anny a sv. Jáchyma. Sv. Jan Nepomucký má s Marií společné šroubovité vytočení těla a gesto odevzdání pravé ruky. Jeho tvář je poznamenána utrpením, na ruce mu vystupují žíly, levice pozvedá krucifix. Světce doprovázejí andílci, kteří gesty a atributy odkazují na zpovědní tajemství. Na něj odkazuje i velký anděl na levé straně držící kartuš s reliéfem Zpovědi královny Žofie. Protější anděl má na štítu reliéf Kázání sv. Jana Nepomuckého, poukazuje na kazatelskou činnost světce. Roku 1733 byl posvěcen oltář sv. Jana Nepomuckého a hlavní oltář roku 1736, ten byl však při požáru 1772 poničen. Součástí hlavního oltáře byli zřejmě klečící andělé, adorující obraz sv. Máří Magdalény, a obě postavy světců, pravděpodobně sv. Vojtěch se sv. Prokopem, umístěné v nikách za oltářem. Sochy svatých biskupů jsou zřejmě inspirovány Braunovými řezbami u sv. Klimenta v Praze či sv. Vojtěchem z Karlova mostu Ferdinanda M. Brokofa. Sochy byly několikrát restaurovány, naposledy v letech 1998–2001, kdy s výjimkou obou svatých biskupů byla odstraněna polychromie a zvolena úprava v leštěné běli s pozlacenými detaily.
V Bohdanči vytvořil ještě jednu sochu sv. Jana Nepomuckého pro jeho kapli u dnešního hřbitova. Světec klečí na oblaku, je výrazně mladší a hledí směrem k zemi.

## Seznam děl[8]
- Běstvina
  - kostel sv. Jana Křtitele a sv. Jana Evangelisty – boční oltáře sv. Vojtěcha (1723), sv. Kříže (1726) a sv. Barbory (1735), sochy sv. Jana Křtitele a sv. Jana Evangelisty určené pro liturgickou výměnu na hlavní oltář (1726), oltář sv. Vojtěcha pochází ze zrušené zámecké kaple a byl po restaurování umístěn v expozici barokních soch MUBASO v Chrudimi
  - tzv. Svatojánské oratorium v kapli na návsi (kol. 1726)[9]
- Chrudim
  - Novoměstská kašna – sochy sv. Jana Nepomuckého (1727) a sv. Huberta (kol. 1728)
  - sloup Proměnění Páně – dokončení sochařské výzdoby po Janu P. Čechpauerovi – sochy sv. Šebestiána, Archanděla Michaela a sv. Kateřiny (kol. 1728)
  - socha sv. Václava (kol. 1728) před kostelem sv. Kateřiny, původem z Novoměstské kašny
  - kostel Nanebevzetí Panny Marie – víko křtitelnice se sousoším Křtu Krista (po 1730), Krucifix (po 1730), nedochované jsou kazatelna (1730), oltář sv. Anny (1731) a oltář sv. Kříže (1733)–z něho zachovaná socha Panny Marie Bolestné dnes vystavené v expozici barokních soch MUBASO v býv. kapucínském kostele
  - Regionální muzeum – veduta Chrudimi (po 1730), sochy sv. Rocha, sv. Karla Boromejského a sv. Donáta (po 1730), socha sv. Donáta je dlouhodobě vystavena v expozici Národní galerie ve Schwarzenberském paláci, sochy pocházejí z výzdoby děkanského chrámu, odstraněné při jeho regotizaci
  - sochy Panny Marie Bolestné a Bolestného Krista (po 1730) v expozici MUBASO, původně stály před průčelím kapucínského kostela, poté v Michalském parku, v muzeu připsané Janu P. Čechpauerovi z roku kol. 1726
  - ženské a mužské busty na iluzivních branách v parku tzv. Neuperského dvora, dnešní Wiesnerovy vily (kol. 1730), tyto práce Šedová vylučuje

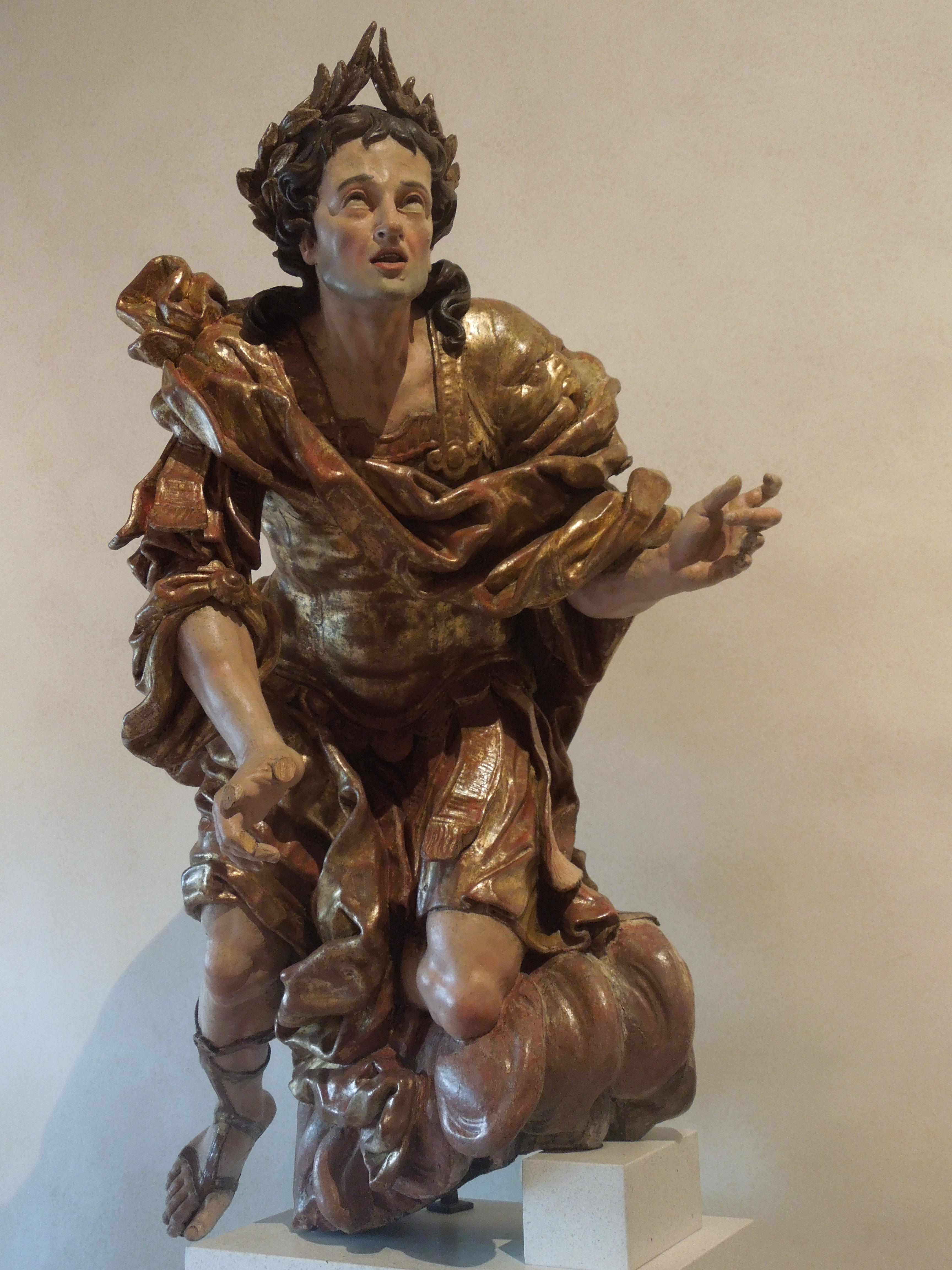
Socha sv. Donáta, z původního vybavení děkanského chrámu v Chrudimi (po 1730).

- Socha sv. Donáta, z původního vybavení děkanského chrámu v Chrudimi (po 1730).Žďár nad Sázavou, kostel sv. Jana Nepomuckého – dokončení sochařské výzdoby hlavního oltáře po Janu P. Čechpauerovi – socha světce, anděl držící zeměkouli, putti, některé prameny uvádějí účast Řehoře Thenyho
- Chrast
  - kostel Nejsvětější Trojice – boční oltář sv. Jana Nepomuckého (1728), sochy sv. Petra a Pavla (po 1730) po stranách vítězného oblouku, v expozici MUBASO v Chrudimi bylo autorství soch apoštolů připsáno Janu A. Devotymu
- Heřmanův Městec
  - socha sv. Jana Nepomuckého na Masarykově nám. (1729) a socha sv. Vavřince v ulici Pokorného (1734)
  - kostel sv. Bartoloměje – boční oltář sv. Jana Nepomuckého (kol. 1740)
- Hemže, kostel Nanebevzetí Panny Marie, márnice – boční oltář sv. Jana Nepomuckého (30. léta 18. stol.), roku 1999 byly sochy z oltáře zcizeny, po navrácení jedné z nich byla umístěna v kostele
- Choceň, kostel sv. Františka Serafínského – boční oltáře sv. Jana Nepomuckého (1731), sv. Josefa–sochy se nezachovaly, sv. Františka z Pauly a sv. Anny, kazatelna, křtitelnice (vše před 1733), hlavní oltář (1734)
- Havlíčkův Brod
  - kostel sv. Rodiny – kazatelna (1732, obnova 1746), boční oltáře Pěti ran Kristových (1733) a sv. Jana Nepomuckého (1738), hlavní oltář (1746–1747)
  - Galerie výtvarného umění – oltář sv. Kříže (po 1735), pochází ze zrušené zámecké kaple v Úhrově
  - kostel Nanebevzetí Panny Marie – boční oltáře sv. Josefa a sv. Ignáce z Loyoly (oba po 1737), kazatelna (kol. 1740)
- Kolín, kostel sv. Bartoloměje – oltář Kalvárie v kostnici (1733), boční oltář Kalvárie v chrámu (1737–38), boční oltář sv. Barbory ve Šperlingovské kapli (1744)
- Lázně Bohdaneč, kostel sv. Máří Magdalény – boční oltáře Immaculaty a sv. Jana Nepomuckého (1733), sochy sv. Prokopa a sv. Vojtěcha v nikách a andělů na bočním oltáři pocházejí z hlavního oltáře (1736), kazatelna (1740)
- Mikulovice, kostel sv. Václava – sochy bočních oltářů, kazatelna a křtitelnice (vše 1735), Krucifix (1738), boční oltář sv. Jana Nepomuckého (1743)
- Opočno
  - sousoší sv. Floriána s anděly před zámkem (1734)[10]
  - soška sv. Jana Nepomuckého v nice domu čp. 141 na Kupkově nám. (kol. 1740)
- Pardubice
  - kostel sv. Bartoloměje – hlavní oltář, boční oltáře sv. Anny, Panny Marie Svatohorské a Kalvárie, Krucifix, (vše 1735–1737)
  - Východočeská galerie – sochy sv. Jana Nepomuckého a sv. Floriána, reliéf svržení sv. Jana Nepomuckého do Vltavy, dva andělé na oblacích, sochy pocházejí ze zámecké kaple, sochy andělů zde znovu vystaveny, sousoší Křest Krista, sochy Boha Otce, Gesmase a sv. Dismase (vše 1735–1737) a kartuš s vedutou Pardubic (1723), pocházejí z křtitelnice, oltáře Kalvárie a oltáře sv. Floriána kostela sv. Bartoloměje, socha Boha Otce je vystavena v MUBASO v Chrudimi
  - kostel Zvěstování Panny Marie – sochy sv. Josefa, sv. Tomáše, sv. Jana Křtitele a sv. Jana Nepomuckého (kol. 1740), sochy zapůjčeny do expozic MUBASO v Chrudimi a Andělé na návrší v Litomyšli a zde připsány Janu A. Devotymu
- Pohled, kostel sv. Ondřeje – boční oltáře sv. Jana Nepomuckého, Panny Marie a sv. Rodiny, soška Krista z křtitelnice (vše 1737)
- Popovice u Jičína – socha sv. Josefa s Ježíškem 1737[11]
- Rohovládova Bělá, kostel sv. Petra a Pavla – hlavní oltář, torzo výzdoby bočních oltářů (kol 1737)
- Ježov, kostel sv. Lucie – hlavní oltář (kol. 1737)
- Dobřany, kostel sv. Mikuláše – hlavní oltář, boční oltáře Panny Marie a sv. Jana Nepomuckého, kazatelna (1738)
- Nový Hrádek, kostel sv. Petra a sv. Pavla – socha sv. Jana Nepomuckého na pravé straně presbytáře (30. léta 18. stol.), Šedová autorství vylučuje, přestože restaurování roku 2005 autorství potvrdilo[12]
- Holice, kostel sv. Martina – sochy Krista Dobrého pastýře, sv. Václava a sv. Jana Nepomuckého v nikách hlavní lodi (vše kol. 1739), socha Krista zapůjčena do expozice MUBASO v Chrudimi
- Bojanov, kostel sv. Víta – boční oltáře sv. Tomáše a Panny Marie, kazatelna (vše před 1740)
- Dobřenice, kostel sv. Klimenta – socha sv. Klimenta v nice průčelí, boční oltář sv. Jana Nepomuckého a kazatelna se zpovědnicí (vše 1740)
- Žumberk – sousoší sv. Jana Nepomuckého s anděly (1740)[13]
- Dašice, kostel Narození Panny Marie – hlavní oltář a boční oltář Panny Marie Bolestné (vše kol. 1740)
- Vysoké Mýto, kostel sv. Vavřince – sochy sv. Augustina, církevního otce a Boha Otce (kol. 1740), pochází ze zrušeného hlavního oltáře kostela sv. Mikuláše ve Vraclavi
- Libčany, kostel Nanebevzetí Panny Marie – boční oltáře Panny Marie a sv. Rodiny, kazatelna (vše kol. 1740)
- Osice, kostel Nanebevzetí Panny Marie – boční oltáře Panny Marie Opatovické a sv. Anny (kol. 1741)
- Platěnice – sousoší sv. Jana Nepomuckého s andělem (1744)
- Třemošnice, zámek – oltář sv. Anny v zámecké kaple (kol. 1744)
- Hlinsko, kostel Narození Panny Marie – hlavní oltář, boční oltáře sv. Anny a sv. Jana Nepomuckého, kazatelna (vše kol. 1745)